# Lysotypie
Als Lysotypie (auch Tropfentest oder Phagentypisierung) wird ein Verfahren bezeichnet, mit dem sich Bakterienarten differenzierend bestimmen lassen. Grundmechanismus ist die Wirtsspezifität bestimmter Bakteriophagen. Bestimmte Viren mit bakterienzerstörenden Eigenschaften werden Bakterienkulturen zugesetzt. Wenn Lyse der Bakterien stattfindet entspricht das Bakterium einem Lysotyp. Er hat bei der Bestimmung von bakteriellen Erregern in Medizin, Biologie, Agrarwissenschaften und Gentechnologie bereits seit den 1940er Jahren ein Anwendungsspektrum gefunden und wird auch in der Gegenwart im Rahmen von Ausbruchsgeschehen mit zum Beispiel Salmonellen als diagnostisches Mittel genutzt. Es wird jedoch in diversen Arbeiten betont, dass dies als alleiniges Mittel zur Bestimmung häufig nicht geeignet ist.
Typischerweise sind folgende Bakterien mittels Phagen typisierbar: Brucellen, Salmonellen, Staphylokokken und andere mehr. Traditionell fand die Methode Anwendung ohne genaues Verständnis der Mechanistik, was sich jedoch in jüngerer Zeit ändert. Die Anwendung des Verfahrens unterliegt mehreren Limitationen, einerseits hängen diese zum Beispiel vom jeweiligen Anwender ab und darüber hinaus muss immer bedacht werden, dass auch Phagen mutieren können, weshalb in einer Anwendungsstätte Referenzphagen vorgehalten werden sollten.